# Henri Martinet
Pour les articles homonymes, voir Martinet.
Henri Martinet est un compositeur et chef d'orchestre français né le 4 avril 1909 à Marseille où il est mort le 26 novembre 1985.

## Biographie
Henri Martinet est notamment connu pour avoir écrit la musique de la chanson Petit Papa Noël, sur des paroles de Raymond Vincy, créée par Tino Rossi en 1946. Avec Raymond Vincy, il avait auparavant écrit Y a des zazous, créé par Andrex en 1944, repris plus récemment par Brigitte Fontaine.

## Opérettes
- Ma belle Marseillaise, livret d'Émile Audiffred, Marc Cab et Charles Tutelier, 1938[2]
- À l'escale du bonheur, livret d'Émile Audiffred, Marc Cab[3] et Raymond Vincy, musique de Casimir Oberfeld[4] et Henri Martinet, Marseille, Théâtre du Capitole, octobre 1940
- La Valse de minuit, opérette marseillaise, livret de Xavier Mericier, 1941
- La Main de ma sœur, livret de René Sarvil, avec Marie Dubas, Louis Boucot, Paris, Théâtre de l'Ambigu, septembre 1947
- Merci de Gaulle, livret d'Émile Audiffred, Musique Henri Martinet. 1944
- L'Amour en Vacance, livret d'Émile Audiffred et Marc Cab, Musique Henri Martinet. 1945

## Autres chansons
- À quoi penses-tu depuis quelques jours ?, paroles de Raymond Vincy, créé par Fernandel, 1942
- C'est un dur !, paroles de Raymond Vincy, créé par Fernandel, 1943
- Sérénade indochinoise, paroles de Jean-Louis Marlotte, créé par Jean Lumière, 1943
- Daurade jolie, paroles de Jean Manse, créé par Fernandel,1944
- C'est la fille à tout le monde, paroles de Raymond Vincy, créé par Bourvil,1950
- C'est tout Marseille, de la revue d'Émile Audiffred Sian pouli, 1945
- Je voudrais te revoir, paroles de Pierre Cordelier, créé par Luis Mariano, 1951

## Filmographie
- 1942 : Retour au bonheur de René Jayet, musique
- 1943 : Fou d'amour de Paul Mesnier, chanson Bébert par Andrex
- 1946 : Destins de Richard Pottier, chanson Petit Papa Noël  par Tino Rossi
- 1947 : Le Secret du Florida de Jacques Houssin, chanson La Belle Histoire
- 1953 : Quitte ou double de Robert Vernay, rôle du chef d'orchestre